# 院东头乡
院东头乡是中国山东省临沂市沂水县下辖的一个乡。

## 行政区划
院东头乡下辖曲家洞子村、东杨家崖村、西杨家崖村、崮墩村、横岭官庄村、刘家店子村、单家庄村、佟家庄村、张家峪子村、师家崖村、马家崖村、留虎峪村、高峪村、前石门村、后石门村、西郑家庄村、四门洞村、下岩峪村、小于岭村、郝家坪村、风凉坪村、上岩峪村、许家峪村、老猫窝村、四角泉村、碌碡岔村、南墙峪村、西墙峪村、桃棵子村、张家庄子村、上小庄村、下小庄村、院东头村、姜家坪村、田家峪村、珠子沟村、独路子村。